# Майер, Кристиан (астроном)
Кристиан Майер (нем. Christian Mayer, 1719, Модржице, Моравия — 1783, Гейдельберг) — немецкий учёный-иезуит, астроном, физик, геодезист, картограф и метеоролог.
Член Лондонского королевского общества (1765).

## Биография
Кристиан Майер родился 20 августа 1719 года в Модржице (близ Брно, Моравия). В 1745 вступил в орден иезуитов. С 1752 — профессор математики и физики, с 1762 — профессор астрономии Гейдельбергского университета. 
Основные труды в области наблюдательной астрономии. Определял положения Солнца, Луны, планет, в 1769 вместе с Лекселем наблюдал в Санкт-Петербурге прохождение Венеры по диску Солнца. 
В 1775 по его проекту в Мангейме была построена обсерватория, оснащенная наилучшими для того времени астрономическими инструментами. Здесь он одним из первых начал систематически наблюдать двойные звезды, открыл большое число их. В 1779 году Кристиан Майер составил первый каталог двойных звезд, в который входило 56 пар. Принимал участие в измерении дуги меридиана на территории Франции и в составлении большой карты Франции.
Кристиан Майер умер 16 апреля 1783 года в городе Гейдельберге.
В 1935 году Международным астрономическим союзом в его честь назван кратер на Луне.

## Публикации
- Pantometrum Pacechianum, seu instrumentum novum pro elicienda ex una statione distantia loci inaccessi, 1762, Mannheim.
- Basis Palatina, 1763, Mannheim.
- Expositio de transitu Veneris, 1769, St. Petersburg.
- Nouvelle méthode pour lever en peu de temps et à peu de frais une carte générale et exacte de toute la Russie, 1770, St. Petersburg.
- Gründliche Vertheidigung neuer Beobachtungen von Fixsterntrabanten welche zu Mannheim auf der kurfürstl. Sternwarte endecket worden sind, 1778, Mannheim.
- De novis in coelo sidereo phaenomenis in miris stellarum fixarum comitibus, 1779, Mannheim.